# Каччоли, Джованни Баттиста

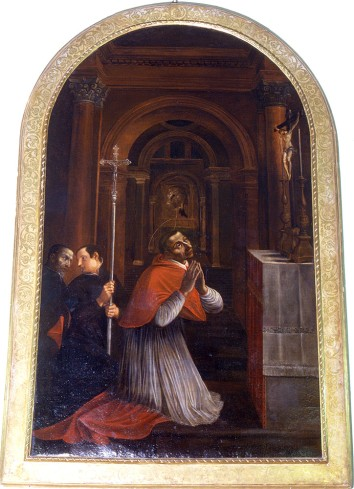
Сан-Карло в молитве перед распятием

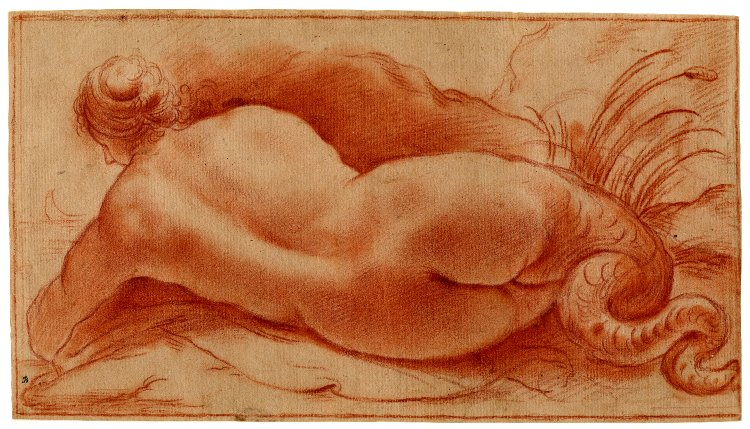
Русалка, вид сзади. 1675

Джованни Баттиста Каччоли (итал. Giovanni Battista Caccioli; 28 ноября 1623, Будрио — 25 ноября 1675, Болонья) — итальянский живописец эпохи барокко академического направления болонской школы.
Благодаря покровительству графа Одоардо Пеполи учился в Болонье в мастерской Доменико Марии Канути (1625—1684), став «одним из лучших его учеников». Творил под влиянием представителя болонской школы Карло Чиньяни.
Работал в основном в Болонье, Будрио, Парме, Пьяченце, Модене и Мантуе.
Автор фресок, алтарной живописи, график, рисовальщик.
Многие из его работ сейчас уничтожены или утеряны.
Его сын Джузеппе Антонио Каччоли также был художником.